# Georges Goven
Georges Goven (Lione, 26 aprile 1948) è un allenatore di tennis ed ex tennista francese.

## Carriera
Ottiene ottimi risultati a livello giovanile, nel 1965 vince il singolare ragazzi agli Australian Open e nello stesso anno raggiunge la finale di Wimbledon, nel 1966 arriva in finale all'Orange Bowl dove viene sconfitto da Manuel Orantes.
Tra i professionisti ha vinto un solo titolo, nel doppio insieme a Pierre Barthes, mentre in singolare ha raggiunto sei finali nel circuito maggiore senza mai riuscire a sollevare il trofeo.
Negli Slam ha ottenuto i risultati migliori a Parigi, nel 1970, raggiungendo la semifinale sia in singolare (sconfitto da Jan Kodeš in cinque set), sia nel doppio maschile, insieme a François Jauffret, sconfitto da Arthur Ashe / Charles Pasarell.
In Coppa Davis ha giocato quindici match con la squadra francese vincendone nove.
Dopo essersi ritirato ha seguito le nazionali francesi allenando prima la squadra di Davis e successivamente quella di Fed Cup.

## Statistiche

### Doppio

#### Vittorie (1)
| No. | Anno           | Torneo                                        | Superficie  | Compagno       | Avversari in finale     | Punteggio |
| 1.  | 24 aprile 1971 | Campionati Internazionali di Sicilia, Palermo | Terra rossa | Pierre Barthes | Ilie Năstase Ion Țiriac | 6-2, 6-3  |